# Novopetrivka, Sofiivka
Novopetrivka (în ucraineană Новопетрівка) este un sat în comuna Novoiulivka din raionul Sofiivka, regiunea Dnipropetrovsk, Ucraina.

## Demografie
Componența lingvistică a localității Novopetrivka
     Ucraineană (96,3%)
     Rusă (2,96%)
     Alte limbi (0,74%)
Conform recensământului din 2001, majoritatea populației localității Novopetrivka era vorbitoare de ucraineană (96,3%), existând în minoritate și vorbitori de rusă (2,96%).